# Jón Guðni Fjóluson
Jón Guðni Fjóluson (Þorlákshöfn, 10 april 1989) is een IJslandse voetballer. Op 9 augustus 2018 tekende hij een contract voor drie seizoenen bij FK Krasnodar, dat hem overnam van IFK Norrköping. Hij debuteerde in 2010 in het IJslands voetbalelftal.
Jón Guðni Fjóluson maakte zijn profdebuut in 2007 voor Fram Reykjavík tegen KR Reykjavík. Hij liep in de zomer en oktober van 2010 stage bij PSV. Na laatstgenoemde stage werkte hij een proefperiode af bij Bayern München.

## Clubstatistieken
| Seizoen | Club           | Competitie    | Wed. | Goals |
| ------- | -------------- | ------------- | ---- | ----- |
| 2007    | Fram Reykjavík | Úrvalsdeild   | 3    | 0     |
| 2008    | Fram Reykjavík | Úrvalsdeild   | 3    | 0     |
| 2009    | Fram Reykjavík | Úrvalsdeild   | 17   | 5     |
| 2010    | Fram Reykjavík | Úrvalsdeild   | 17   | 5     |
| 2011    | Fram Reykjavík | Úrvalsdeild   | 8    | 0     |
| 2011/12 | Beerschot AC   | Eerste klasse | 4    | 0     |
| 2012    | GIF Sundsvall  | Allvenskan    | 6    | 0     |
| 2013    | GIF Sundsvall  | Superettan    | 12   | 0     |
| 2014    | GIF Sundsvall  | Superettan    | 29   | 1     |
| 2015    | GIF Sundsvall  | Allvenskan    | 29   | 1     |
| 2016    | IFK Norrköping | Allvenskan    | 16   | 1     |
| 2017    | IFK Norrköping | Allvenskan    | 30   | 2     |
| 2018    | IFK Norrköping | Allvenskan    | 13   | 0     |
| 2018/19 | FK Krasnodar   | Premjer Liga  | 0    | 0     |
| Totaal  | Totaal         | Totaal        | 187  | 15    |

1 Agkatsev ·
3 Tormena ·
4 Costa ·
5 Castaño ·
6 Pina ·
7 Sá ·
8 Kozlov ·
9 Córdoba ·
10 Spertsjan  ·
11 Batxi ·
13 Djoepin ·
15 Olaza ·
18 Gazinski ·
19 Smolov ·
20 González ·
31 Kaio ·
33 Aroetjoenjan ·
40 Olusegun ·
53 Tsjernikov ·
62 Kovalevsky ·
88 Krivtsov ·
90 Cobnan ·
96 Koksjarov ·
98 Petrov ·
Coach: Moesajev